# Fujisaki, Aomori
Fujisaki (藤崎町 Fujisaki-machi) là thị trấn thuộc huyện Minamitsugaru, tỉnh Aomori, Nhật Bản. Tính đến ngày 1 tháng 10 năm 2020, dân số ước tính thị trấn là 14.573 người và mật độ dân số là 390 người/km2. Tổng diện tích thị trấn là 37,29 km2.